# Juderia, Córdoba
Judería je stara judovska četrt v Córdobi z mrežo zavitih ozkih ulic, v katerih prevladujejo trgovine s spominki in nakitom.
Judje so se v Córdobi naselili že v rimskem in vizigotskem obdobju in so v času, ko je judovske intelektualce na dvor Abd Al Rahmana III. povabil njegov judovski svetovalec Hafsaj Ibn Šaprut, tvorili izjemno intelektualno skupnost. 

## Sinagoga
Sinagoga stoji v središču Juderie na Calle de los Judios in je ena od samo treh ohranjenih srednjeveških sinagog v Španiji. Zgrajena je bila leta 1315. V 16. stoletju je bila preurejena v cerkev, potem pa je pripadla cehu čevljarjev. V njihovi lasti je bila do njenega ponovnega odkritja v 19. stoletju. V sinagogi je galerija za ženske in ometana stena z verzi iz hebrejskih psalmov in rastlinskimi motivi v zgornjem delu. V lepo obnovljeni vzhodni steni je polkrožen obok, kjer se hranijo zvitki Stare zaveze.

## Sefardska hiša
Obnovljena sefardska hiša v Juderii ima videz, ki ga je  imela v 14. stoletju, preden so španski katoliški kralji izgnali Jude iz Španije.
Ima pet tematskih sob, v katerih so razstavljeni predmeti, povezani z najpomembnejšimi dogodki v življenju Juda: rojstvom, obrezovanjem, šolanjem, sklepanjem zakonske zveze in smrtjo. Razstavljeni so tudi kovinski predmeti, z zlatimi nitmi izvezena oblačila in gospodinjske potrebščine. V njej se lahko seznanite s sefardskim jezikom ladino in kulturi in ogledate glasbila. V hiši so tudi podobe pomembnih Judov.
Študentje lahko obiščejo tudi knjižnico, zvočni arhiv in dokumentacijsko središče. V hiši je trgovina s sefardsko glasbo in keramiko. V njej se občasno dogajajo tudi koncerti, seminarji, konference in glasbene delavnice.

## La Puerta de Almodavar
La Puerta de Almodavar so mestna vrata s kipom Seneke mlajšega, ki skupaj z ulicama La Muralla and Averroes tvorijo zahodno mejo Juderie. Juderia sega na severu do Calle El Rey Heredia in Velike mošeje na jugu.
Na trgu Tiberiadus je spomenik slavnega filozofa in astronoma Maimonida, rojenega leta 1135.

## Vir
- Cordoba City - Judería